# Desmazeria philistaea
Desmazeria philistaea là một loài thực vật có hoa trong họ Hòa thảo. Loài này được (Boiss.) H.Scholz mô tả khoa học đầu tiên năm 1971.